# مارسل استوتر
مارسل استوتر (انگلیسی: Marcel Stutter؛ زادهٔ ۶ مارس ۱۹۸۸) بازیکن فوتبال اهل آلمان است.
از باشگاه‌هایی که در آن بازی کرده‌است می‌توان به باشگاه فوتبال ان‌ئی‌سی نایمخن و باشگاه فوتبال روت وایس اهلن اشاره کرد.